# Эстансан
Эстанса́н (фр. Estensan, окс. Estença) — коммуна во Франции, находится в регионе Юг — Пиренеи. Департамент — Верхние Пиренеи. Входит в состав кантона Вьель-Ор. Округ коммуны — Баньер-де-Бигор.
Код INSEE коммуны — 65172.

## География

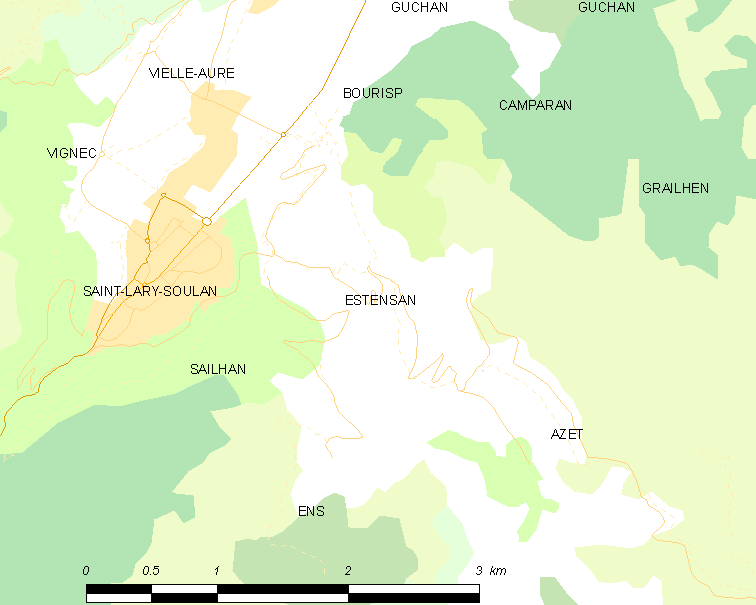
Карта коммуны

Коммуна расположена приблизительно в 690 км к югу от Парижа, в 125 км юго-западнее Тулузы, в 55 км к юго-востоку от Тарба.

## Климат
Климат умеренно-океанический с солнечной тёплой погодой и обильными осадками на протяжении практически всего года.

## Население
Население коммуны на 2010 год составляло 41 человек.
| 1962 | 1968 | 1975 | 1982 | 1990 | 1999 | 2010 |
| ---- | ---- | ---- | ---- | ---- | ---- | ---- |
| 67   | 60   | 51   | 37   | 32   | 36   | 41   |

## Администрация
| Период | Период | Фамилия       | Партия                              | Примечания |
| ------ | ------ | ------------- | ----------------------------------- | ---------- |
| 1959   | 1997   | Гастон Англад | Французская коммунистическая партия |            |
| 1997   | 2020   | Луи Рикар     | Социалистическая партия             |            |

## Экономика
В 2010 году среди 20 человек трудоспособного возраста (15—64 лет) 11 были экономически активными, 9 — неактивными (показатель активности — 55,0 %, в 1999 году было 72,2 %). Из 11 активных жителей работали 11 человек (6 мужчин и 5 женщин), безработных не было. Среди 9 неактивных 0 человек были учениками или студентами, 6 — пенсионерами, 3 были неактивными по другим причинам.

## Фотогалерея

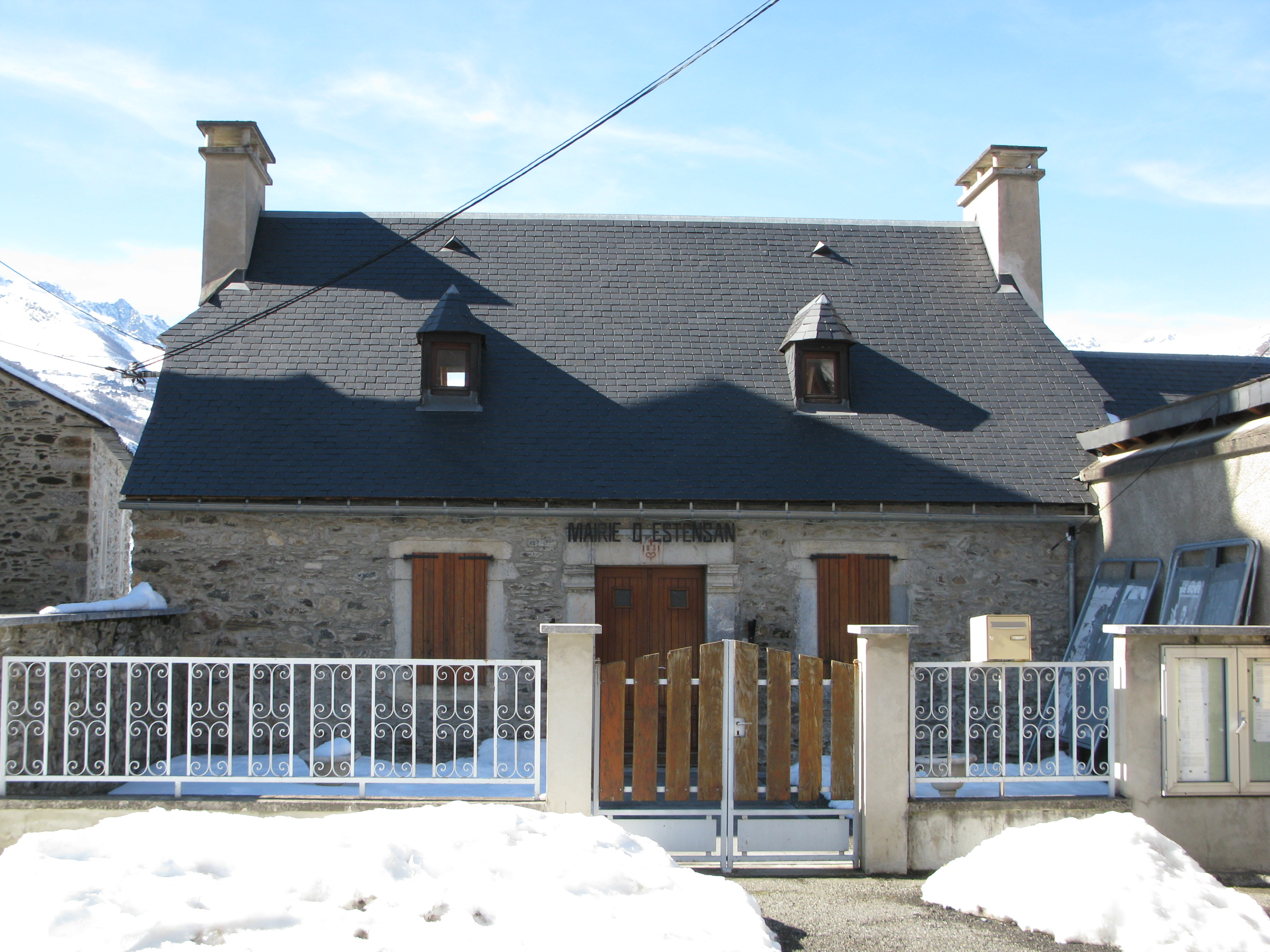
Мэрия
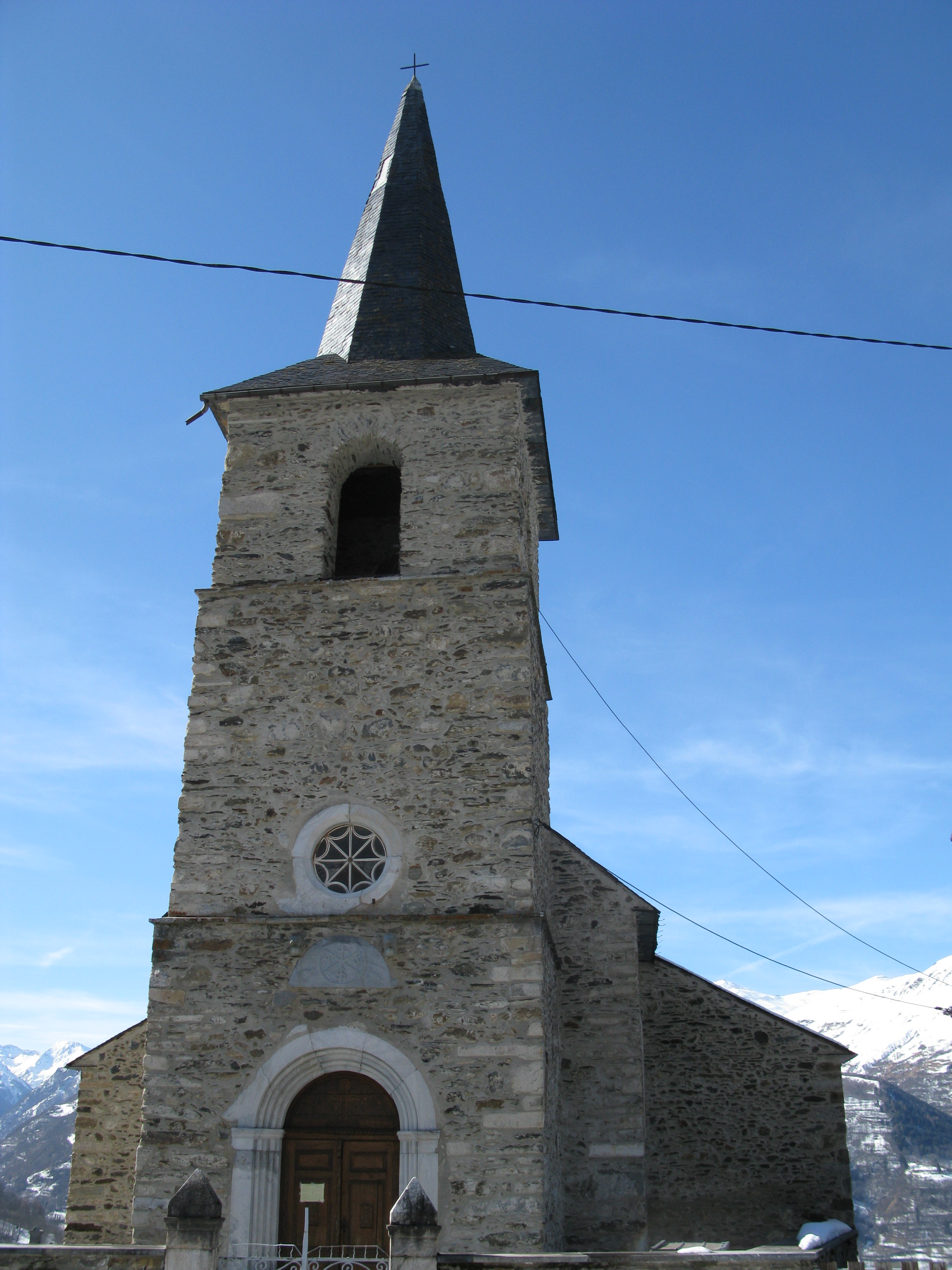
Церковь
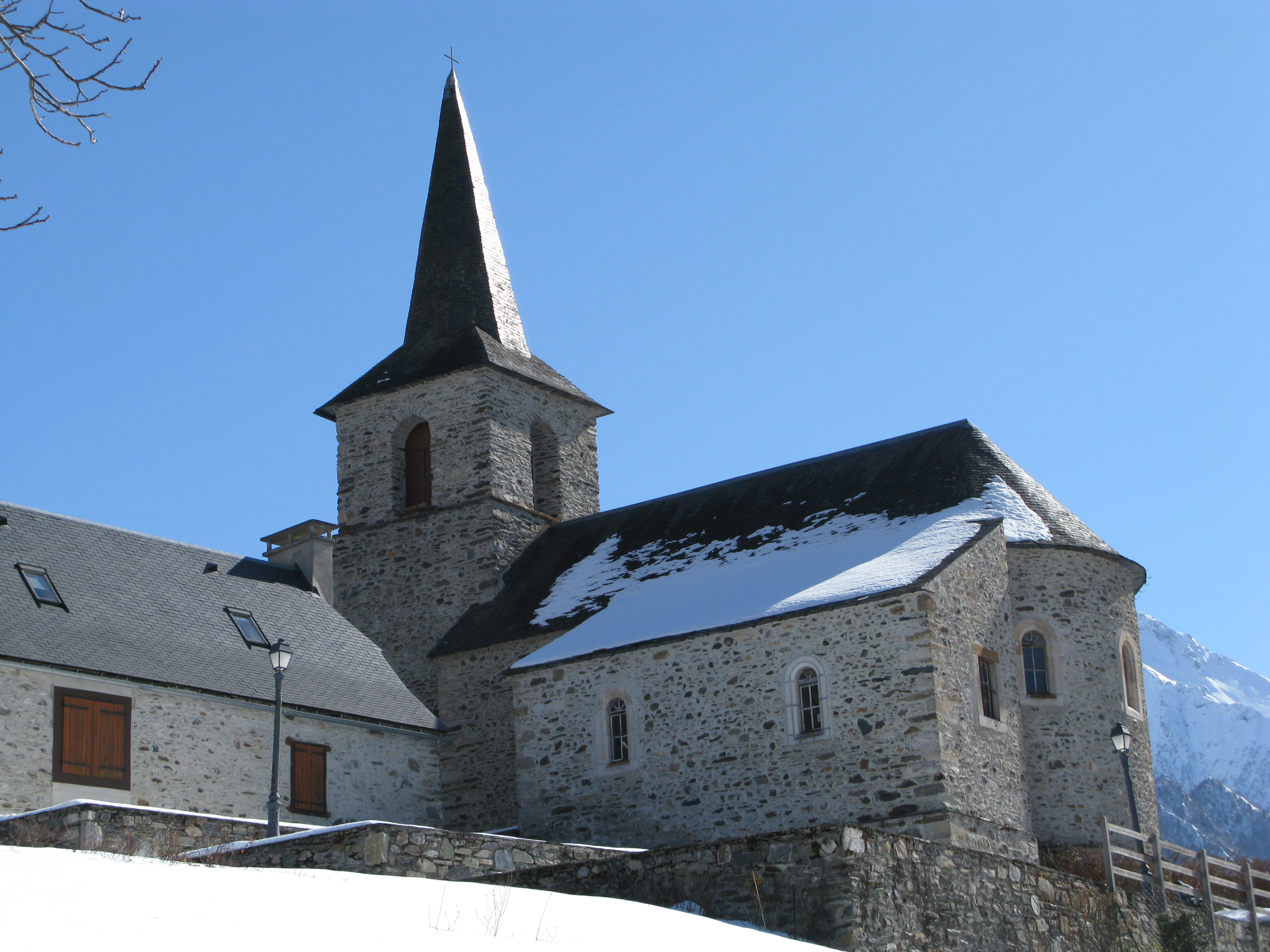
Церковь
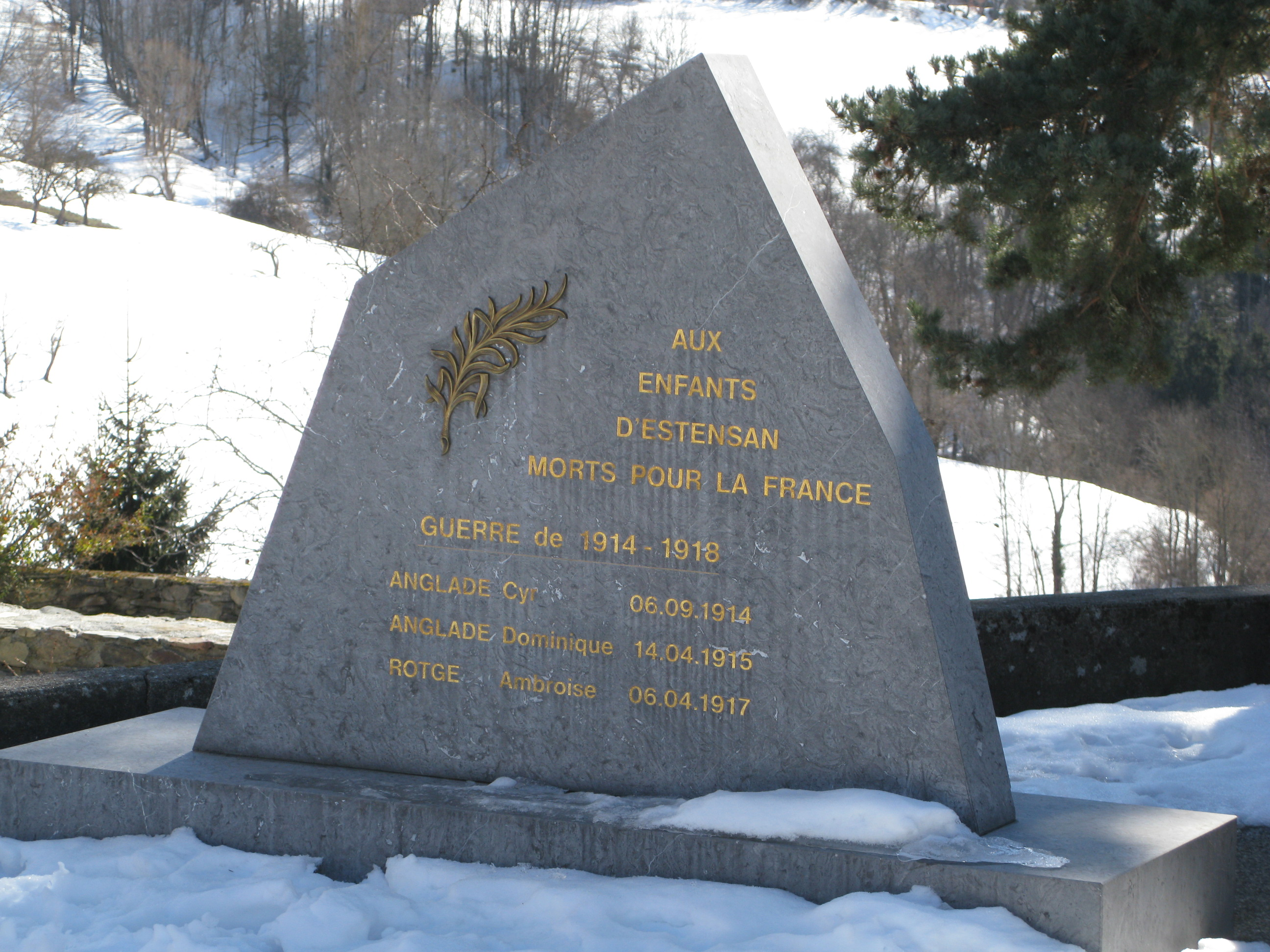
Военный мемориал